# 각종학교
각종학교(各種學校)는 정규학교가 담당하기 어려운 분야를 실시하는 학교와 유사한 시설을 갖춘 일종의 학교이다.

## 같이 보기
- 대안학교

## 참고 자료
- 각종학교에관한규칙 - 국가법령정보센터